# Kūsō no sora tobu kikaitachi
Kūsō no sora tobu kikaitachi (空想の空飛ぶ機械達? lett. "Macchine volanti immaginarie"), conosciuto anche con il titolo Ornithopter monogatari: Tobe! Hiyodori tengu gō!, è un cortometraggio d'animazione giapponese del 2002 prodotto dallo Studio Ghibli per uso esclusivo del Museo Ghibli. In esso, Hayao Miyazaki recita la parte del narratore, sotto le sembianze di un maiale antropomorfo uguale a Marco Pagot di Porco Rosso, che racconta la storia del volo di numerose e bizzarre macchine immaginarie.
Il corto può essere visto nel  sistema in-flight entertainment usato dalla Japan Airlines.